# Agger (getijde)
Agger is een fase van het getij waarbij het water van de zee een kortstondige rijzing maakt tijdens de eb. Het is tevens de oude benaming voor geul van de Westerschelde.

## Etymologie
De herkomst van het woord is onzeker. Mogelijk is er een verband met Ægir de "god van de zee". Men spreekt over 'agger' of 'dubbel laagwater' in Zeeland (dikwijls in het zuidelijke deel van Zuid-Holland) wanneer zich het fenomeen voordoet dat er na een vrij snelle daling van het zeeniveau en het bereiken van de laagste waterstand eerst een lichte stijging gevolgd door een lichte daling van de waterstand plaatsvindt waarna pas de echte rijzing van de vloed begint.